# Kawabe (Wakayama)
Kawabe (川辺町, Kawabe-cho) was een gemeente in het district Hidaka van de prefectuur Wakayama in Japan.
Op 1 juli 2004 had de gemeente 7011 inwoners en een bevolkingsdichtheid van 92,29 inw./km². De oppervlakte van de gemeente bedroeg 75,97 km².
Op 1 mei 2005 hield de gemeente op te bestaan als zelfstandige entiteit toen ze met Nakatsu en Miyama werd samengevoegd tot de nieuwe gemeente Hidakagawa.